# Semjonowo (Kaliningrad)
Semjonowo (russisch Семёново, deutsch Fuchsberg, Kreis Königsberg/Samland) ist ein Ort in der russischen Oblast Kaliningrad. Er gehört zur kommunalen Selbstverwaltungseinheit Stadtkreis Gwardeisk im Rajon Gwardeisk.

## Geographische Lage
Semjonowo liegt 20 Kilometer südöstlich der Stadt Kaliningrad (Königsberg) an der Kommunalstraße 27K-078, die von Selenopolje (Borchersdorf) an der Regionalstraße 27A-083 (ex A196) in ein Truppenübungsgebiet im Rajon Prawdinsk führt. In Semjonowo endet auch ein befahrbarer Weg von Kaliningrad (Löwenhagen und Groß Hohenhagen) an der Regionalstraße 27A-025 (ex R508), die am Ortsteil Marienhagen vorbeiführt.
Fuchsberg war vor 1945 Bahnstation an der Bahnlinie von Königsberg (Preußen) über Gerdauen (heute russisch: Schelesnodoroschny) nach Angerburg (heute polnisch: Węgorzewo), die nicht mehr in Betrieb ist.

## Geschichte
In dem bis 1945 Fuchsberg saß um 1380 ein „Wildnisbereiter“ in einer ordenszeitlichen „Wildnisberittstation“. Seine Aufgabe war es, Feindbewegungen in der damals noch weit verbreiteten Wildnis zu melden. Daraus entwickelte sich im Laufe der Zeit eine Waldarbeitersiedlung, die den Anfang des späteren Dorfes markiert.
Am 30. April 1874 wurde in Fuchsberg ein Amtsbezirk errichtet, zu dem lediglich die Landgemeinde Fuchsberg gehörte. Bis 1939 war er dem Landkreis Königsberg (Preußen), von 1939 bis 1945 dem Landkreis Samland im Regierungsbezirk Königsberg der preußischen Provinz Ostpreußen zugeordnet.
Fuchsberg erlebte in den Jahren 1769 und 1890 verheerende Feuersbrünste, die einen Großteil der Häuser vernichteten.
Im Jahre 1910 lebten 735 Einwohner in Fuchsberg. Im Jahr 1928 wurde das Gut Dichtenwalde (nicht mehr existent) an Fuchsberg angeschlossen. Zu Fuchsberg gehörten auch die beiden Güter Elisenhof (nicht mehr existent) und Marienhagen (heute auch zu Semjonowo gehörend). Die Einwohnerzahl stieg bis 1933 auf 868 und belief sich 1939 bereits auf 959.
In Kriegsfolge kam Fuchsberg mit dem nördlichen Ostpreußen 1945 zur Sowjetunion und erhielt im Juni 1947 die russische Bezeichnung „Semjonowo“. Im Juli 1947 wurde der Ort Sitz eines Dorfsowjets im Rajon Kaliningrad. Dieser wurde Anfang der 1950er Jahre nach Komsomolsk verlegt. Nach der Auflösung des Rajons Kaliningrad im Jahr 1959 gelangte Semjonowo in den Oserski selski Sowet im Rajon Gwardeisk. Von 2005 bis 2014 gehörte der Ort zur Landgemeinde Oserkowskoje selskoje posselenije und seither zum Stadtkreis Gwardeisk.

## Gut
Das Gut wurde  1461 erwähnt, als es durch Hochmeister Martin Truchseß den Brüdern Lindenau übertragen wurde. Zwischen 1530 und 1757 waren die von Hirsch Besitzer, danach die von Auer. Um 1818 übernahm von Heyking das Gut, 1840 Adolf von Oppenheim. Oppenheim ließ das Gutshaus im italienischen Stil umbauen.

## Schule
Fuchsberg war Schulort. Das strohgedeckte Fachwerkhaus des Schulgebäudes existierte noch bis 1945. Inzwischen war jedoch ein neues Gebäude, die so genannte „alte Schule“ errichtet worden, die ihrerseits nach dem Ersten Weltkrieg durch eine „neue Schule“ ersetzt worden war.

## Kirche
In früher Zeit soll in Fuchsberg eine Kirche gestanden haben, die auf der höchsten Erhebung des Dorfangers stand und als Filialkirche der Kirche Borchersdorf (heute russisch: Selenopolje) zugeordnet war. Die Kirche wurde nicht mehr gebraucht, als der damalige Lehnsherr von Löwenhagen (russisch: Komsomolsk), Hans Conrad Baar, an seinem Amtssitz 1542 eine Kirche erbauen ließ. Angeblich wurden ein Weihwasserkessel aus Metal und die Glocken von der Fuchsberger Kirche nach Löwenhagen verbracht.
Mit seiner überwiegend evangelischen Bevölkerung war Fuchsberg  bis 1945 in das Kirchspiel der Kirche Borchersdorf eingepfarrt. Es gehörte zum Kirchenkreis Königsberg-Land I in der Kirchenprovinz Ostpreußen der Kirche der Altpreußischen Union.
Heute liegt Semjonowo im Einzugsgebiet der evangelisch-lutherischen Auferstehungskirche in Kaliningrad (Königsberg). Sie ist die Hauptkirche der Propstei Kaliningrad der Evangelisch-lutherischen Kirche Europäisches Russland.